# Cholera

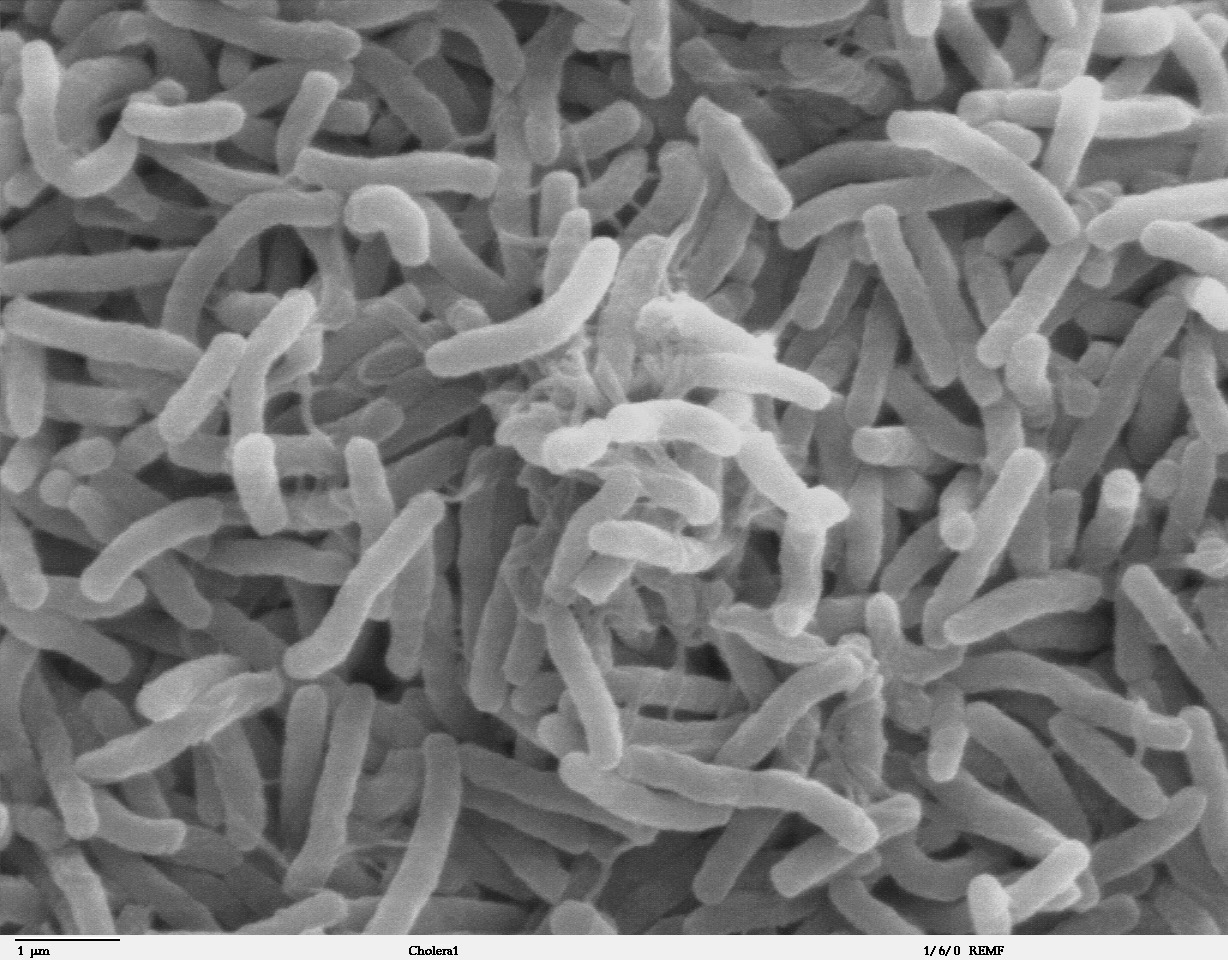
Bakterie Vibrio cholerae (snímek z elektronového mikroskopu

Cholera je nebezpečné průjmové onemocnění, jehož původcem je gramnegativní bakterie Vibrio cholerae, nejčastěji kmeny Clasica I a El Tor. Podle nejčastějšího výskytu se nemoc také nazývá asijská cholera (cholera asiatica).

## Přenos choroby, prevence
Nemoc se přenáší alimentární cestou, nejčastěji pitnou vodou znečištěnou fekáliemi (v níž je Vibrio cholerae schopno přežívat až tři týdny) nebo potravinami (dny až 6 týdnů, doba přežití roste s klesající teplotou). Účinnou prevenci představuje mytí rukou, převařování vody či její dezinfekce, dodržování základních hygienických pravidel při zacházení s potravinami. Další možností je očkování, to však není spolehlivé a účinkuje jen na půl roku. Zdrojem nákazy je nemocný člověk, popřípadě člověk-přenašeč.

## Průběh a příznaky choroby
Když jsou pozřeny bakterie cholery, většina z nich nepřežije setkání s kyselým prostředím žaludku. Přeživší bakterie projdou až do tenkého střeva, zde se začnou množit a produkovat toxin zvaný choleratoxin. Ten působí na epitelové buňky Lieberkühnových krypt, které vylučují do  průsvitu střeva Cl−. Chloridový aniont je doprovázen sodným kationtem. Choleratoxin v zasažených buňkách blokuje GTPasu Gs-proteinů, čímž permanentně aktivuje adenylátcyklázu. Podjednotka choleratoxinu aktivuje ADP ribosylační faktor, který podmiňuje aktivitu Gα podjednotky heterotrimerního G proteinu. Koncentrace cAMP se prudce zvýší. Kanály vylučující Cl− tedy zůstávají otevřené. Do průsvitu střeva jimi prochází ohromné množství chloridových aniontů doprovázených sodíkem a vodou. Ztráty vody mohou být až 26 litrů za den. Dochází také ke ztrátám HCO3− a K+.
Inkubační doba je několik hodin až dní. Příznaky jsou (u těžké varianty choroby) křečovité bolesti břicha a vodnatý průjem, zvracení. V důsledku ztráty vody a iontů dojde ke snížení krevního objemu a acidóze, bez léčby může dojít až k úplnému vyčerpání draslíkových iontů, zhroucení homeostázy a ke smrti. Nemoc se prokazuje přítomností vibrií ve stolici, nebo krevními testy na přítomnost protilátek.

## Léčba a prognóza

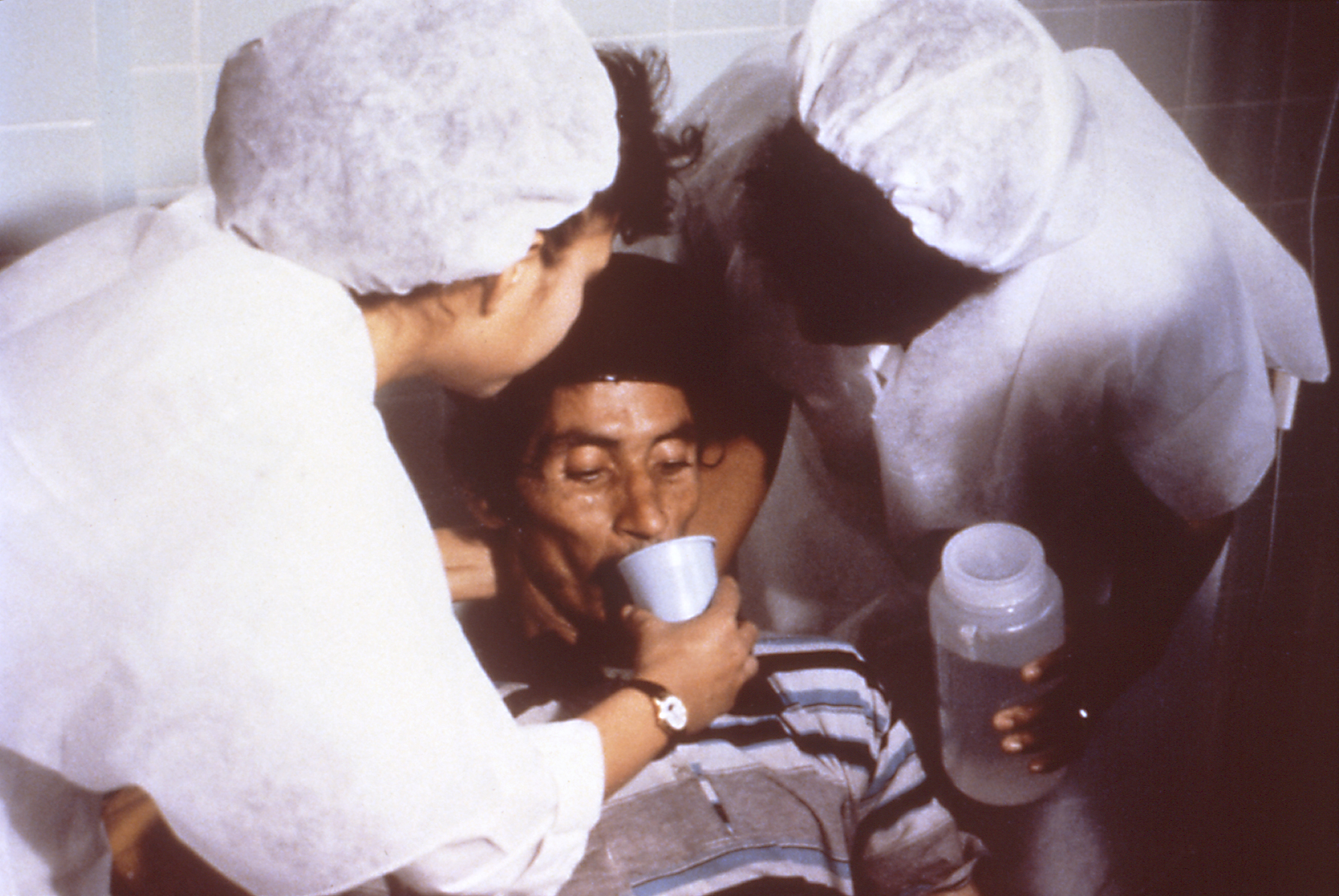
Pacient trpící cholerou, který je právě hydratován.

Léčba spočívá v nahrazování ztracené vody a minerálů (u lehčích případů dostatečným pitím – nejlepší je solnoglukózní roztok vyvinutý pro tento účel, u těžkých případů s velkými ztrátami tekutin je nutné intravenózní doplnění), u těžších případů se nasazují antibiotika. Plně rozvinutá neléčená cholera je smrtelná asi v 50 % případů. Ve vyspělých zemích při včasné diagnóze a dostupnosti lékařské péče umírá něco kolem 0,75 % pacientů. Úmrtnost při epidemiích v chudých zemích se v posledních 20 letech pohybuje mezi 3 a 15 %.

## Historie
První prokazatelné epidemie cholery jsou známy z Indie (6. století př. n. l.).
Choleru studoval od roku 1627 holandský lékař Jacob Bontius v Nizozemské východní Indii (kolonie zřízené nizozemskou Východoindickou společností na území dnešní Indonésie). V roce 1642 ji přesně popsal. V té době se věřilo, že se nemoc šíří špatným (nočním) vzduchem. Rozšířila se z Indie do Číny v roce 1669, což byla invaze západního světa do této do té doby uzavřené říše.

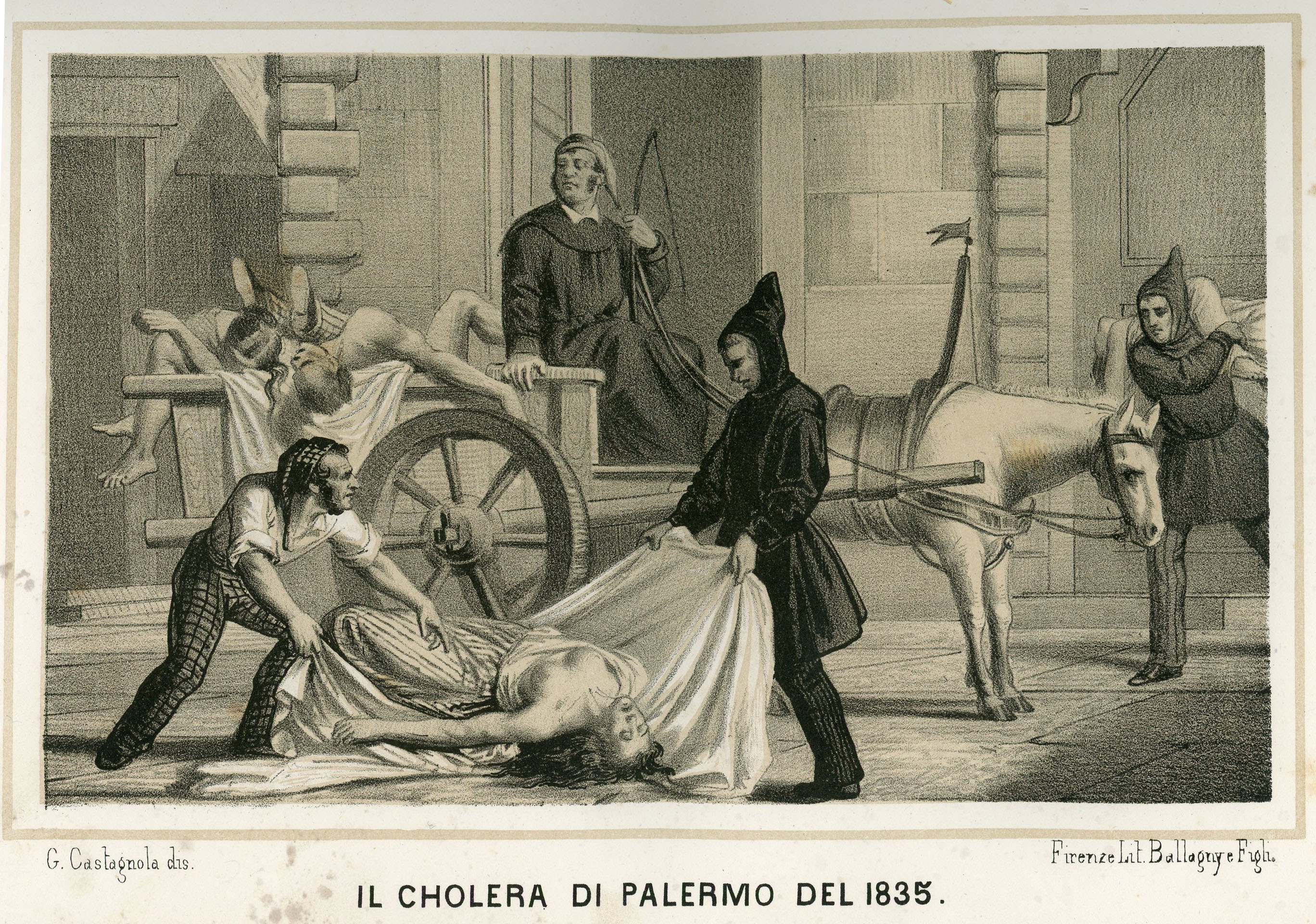
Odvoz mrtvých těl během epidemie cholery v Palermu v roce 1835

V letech 1831–1832 proběhla v rakouských zemích včetně Vídně pandemie cholery a druhá vlna přišla po pár letech. Původ měla o 15 let dříve v Indii, do Rakouska se dostala přes Rusko. Z Rakouska se rozšířila do Velké Británie i Ameriky. Na východním Slovensku v důsledku zvěstí, že panstvo se snaží otrávit chudinu, vypuklo v červenci 1831 rolnické povstání. V Čechách a na Moravě si cholera z let 1831–1832 vyžádala téměř 60 000 obětí.
Epidemie cholery, která vypukla v roce 1848, zahubila během dvou let v českých zemích 70 000 obyvatel.
Osobní lékař královny Viktorie John Snow si v Londýně průběhu epidemie roku 1854 díky podrobné analýze nákazy všiml, že v londýnské čtvrti Soho se soustředí kolem vodní pumpy na Broad Street. Ti, kteří pili vodu z jiného zdroje, neonemocněli. Snow nechal 8. 9. 1854 odstranit držadlo pumpy a žádné další případy onemocnění se již neobjevily. Tehdy ještě nebyly objeveny mikroorganismy a Snow přesto pomocí víry v kauzalitu a statistické analýzy prokázal, že se nemoc šířila prostřednictvím kontaminované pitné vody.
V roce 1854 izoloval bakterii Vibrio cholerae italský anatom Filippo Pacini, což bylo o 30 let dříve, než Robert Koch, který je často chybně považován za objevitele této bakterie.
Během prusko-rakouské války v roce 1866 si epidemie cholery v českých zemích vyžádala 100 000 obětí.

### Pandemie cholery
V historii se rozlišují tyto pandemie cholery:
1. 1816–1826: v Asii
2. 1829–1851: v Evropě a severní Americe
3. 1852–1860: Rusko
4. 1863–1875: v Evropě
5. 1881–1896: v Evropě
6. 1899–1923: v Rusku a Osmanské říši
7. od 1961 (El Tor): mírná a převážně asymptomatická
8. od 1991 (O139 Bengal): spíše jen epidemie
9. od 2010: na Haiti
10. od 2015 v Iráku

## Zajímavost
Supí žaludek je natolik kyselý, že likviduje choroboplodné zárodky (bakterie) botulismu, cholery a anthraxu.